# Fenbendazol
Fenbendazol je organsko jedinjenje, koje sadrži 15 atoma ugljenika i ima molekulsku masu od 299,348 .

## Osobine
| Osobina                  | Vrednost |
| ------------------------ | -------- |
| Broj akceptora vodonika  | 5        |
| Broj donora vodonika     | 2        |
| Broj rotacionih veza     | 4        |
| Particioni koeficijent ( | 4,5      |
| Rastvorljivost (logS, log(mol/L))       | -4,8     |
| Polarna površina (PSA, Å2)  | 95,8     |

## Механизам дејства
Фенбендазол се везује за тубулин, протеин који је део микротубула у ћелијама паразита. Ово везивање нарушава формирање и функционисање микротубула, што доводи до неспособности паразита да апсорбују хранљиве материје и на крају до њихове смрти. Захваљујући таквом механизму дејства фенбендазол је ефикасан како против одраслих јединки, тако и против ларви многих паразитских црва.

## Примена у ветеринарству

### Пси и мачке
Фенбендазол се обично користи за лечење цревних паразита, укључујући округле црве, анкилостоме, власоглаве и неке тракавице. Често се прописује у оквиру ширег протокола дегелминтизације.

### Коњи
У ветеринарству фенбендазол се користи за борбу против нематода, стронгилоида и аскарида. Доступан је у облику пасте за лакшу примену.

### Крупна стока и козе
Фенбендазол је ефикасан против плућних, желудачних и цревних гелминта код преживара. Примењује се са храном, у облику раствора или болуса.

### Лекарске интеракције
При истовременој примени салициланилида, као што су дибромсалан и никлозамид, могу се јавити лековите интеракције. Забележени су случајеви побачаја код крупне стоке и смрти оваца након заједничке примене ових лекова. Побачаји код домаћих преживара били су повезани са истовременом применом антитрематодних препарата.

### Начин примене и дозе
Одговарајућа доза препарата фенбендазола зависи од врсте животиње коју лече, као и од конкретног састава или облика препарата фенбендазол. Да би се обезбедила исправна доза у зависности од врсте животиње коју лече и њене тежине, препоручује се коришћење калкулатора дозе, као што је калкулатор дозе фенбендазола Paraclear Defense

## Literatura
- Hardman JG, Limbird LE, Gilman AG (2001). Goodman & Gilman's The Pharmacological Basis of Therapeutics (10. изд.). New York: McGraw-Hill. ISBN 0071354697. doi:10.1036/0071422803.
- Thomas L. Lemke; David A. Williams, ур. (2007). Foye's Principles of Medicinal Chemistry (6. изд.). Baltimore: Lippincott Willams & Wilkins. ISBN 0781768799.

## Spoljašnje veze
|  | Molimo Vas, obratite pažnju na važno upozorenje u vezi sa temama iz oblasti medicine (zdravlja). |